# Rhopalia oldroydi
Rhopalia oldroydi är en tvåvingeart som beskrevs av Lyneborg 1970. Rhopalia oldroydi ingår i släktet Rhopalia och familjen Mydidae.
Artens utbredningsområde är Afghanistan. Inga underarter finns listade i Catalogue of Life.